# Вина Новой Шотландии

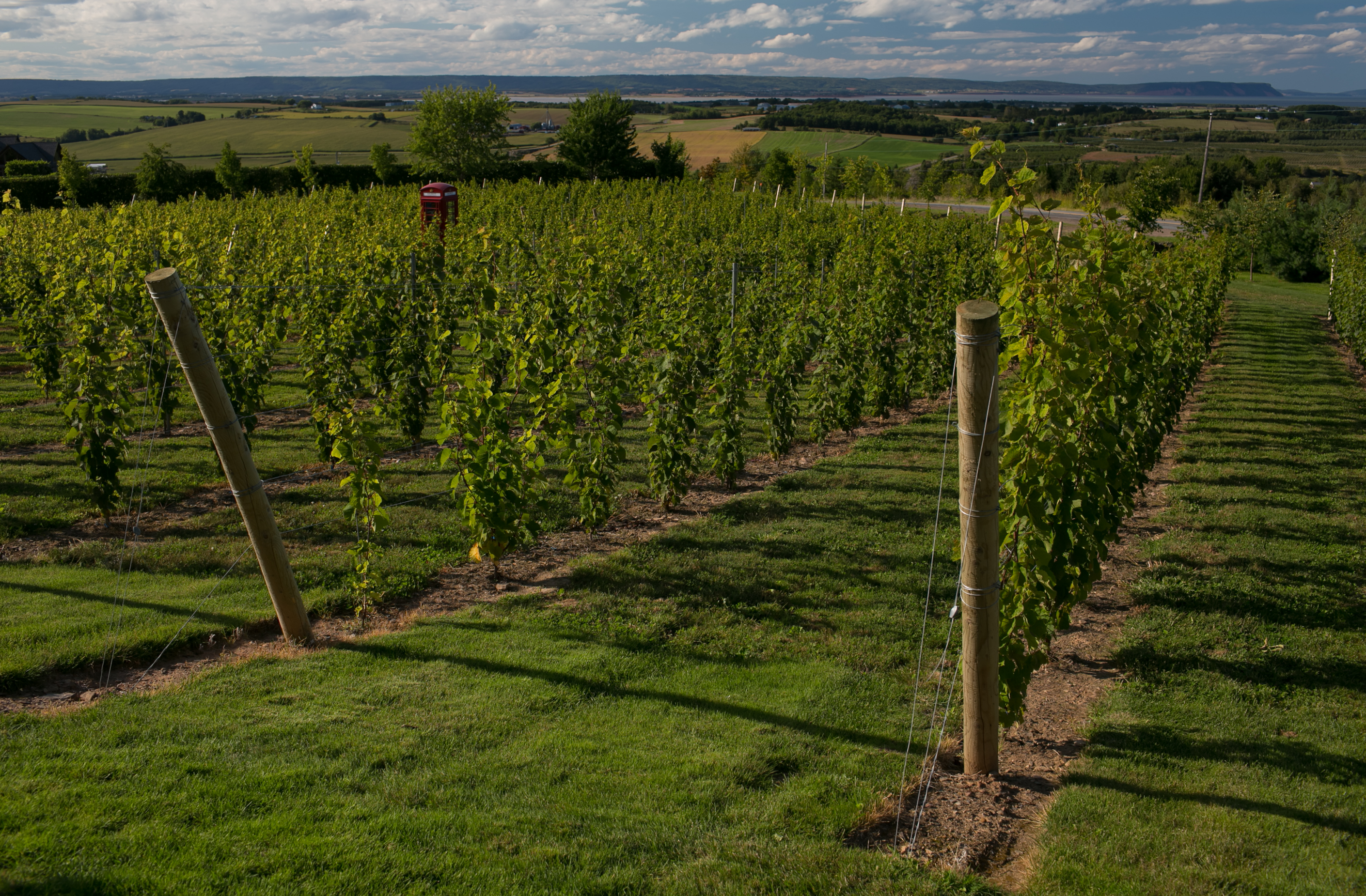
Виноградник с видом на мыс Бломидон в винодельческом регионе долины Гасперо в Новой Шотландии

Вина Новой Шотландии — канадское вино, производимое в канадской провинции Новая Шотландия. Винодельни Новой Шотландии в основном организованы Винной ассоциацией Новой Шотландии, хотя не все винодельни являются её членами. Индустрия началась в конце 1970-х годов с первоначальной винодельни Grand Pré в долине Аннаполис.

## Расположение
Винный регион Новой Шотландии можно разделить на 4 основных региона: долина Аннаполис, долина Гасперо, Южный берег и полуостров Малагаш. Помимо этих основных регионов, виноград, предназначенный для производства вина, производится независимыми производителями по всей провинции, включая остров Кейп-Бретон.

## История
Выращивание винограда в Новой Шотландии было зарегистрировано ещё в 1600-х годах, где в письменной форме отмечалось, что виноградные лозы были посажены в Аннаполис-Ройял. В 1634 году губернатор Акадии Исаак де Разилли писал: «Посаженные лозы очень хорошо растут», что впервые упоминает о выращивании винного винограда где-либо в Канаде. Виноградник Разилли в Ла-Эве (ныне Ла-Хав — Риверпорт, если быть точным). Исследовательская станция в Кентвилле начала работать с экспериментальными сортами винограда в 1913 году. Одним из наиболее успешных сортов был виноград Вайнленд 53261, первоначально выращиваемый в Вайнленде в провинции Онтарио, и теперь широко известный как L’Acadie Blanc.

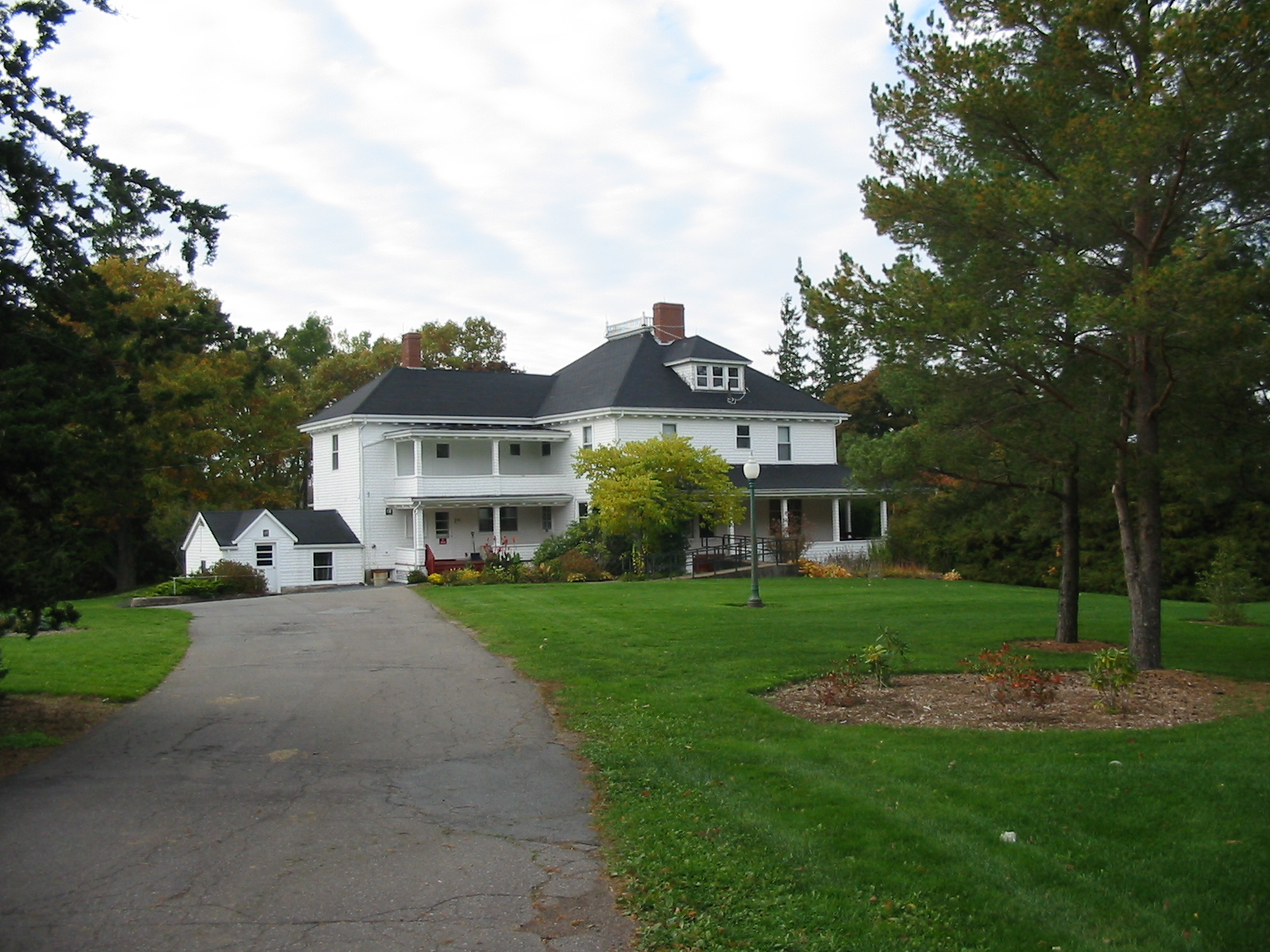
Резиденция главного исследователя в, где примерно в 1912 году начались эксперименты с сортами винограда

Винодельческое предприятие Cellared in Canada основано в Труро в 1964 году как часть бренда Peller, но коммерческое производство винограда в Новой Шотландии не было зарегистрировано до 1979 года, когда появилась компания Grand Pre Winery, принадлежащая Роджеру Дайалу, основателю Appellation America. Поскольку Дайал выращивал сорт L’Acadie Blanc и другие сорта на своем винограднике в Гран-Пре, Jost Vineyards под руководством Ханса Йоста также начали выращивать виноградники в начале 1980-х годов на полуострове Малагаш-Пойнт рядом с теплыми водами Нортумберлендского пролива и залива Амет. Виноградник Йоста до сих пор известен как старейшая винодельня в Новой Шотландии.

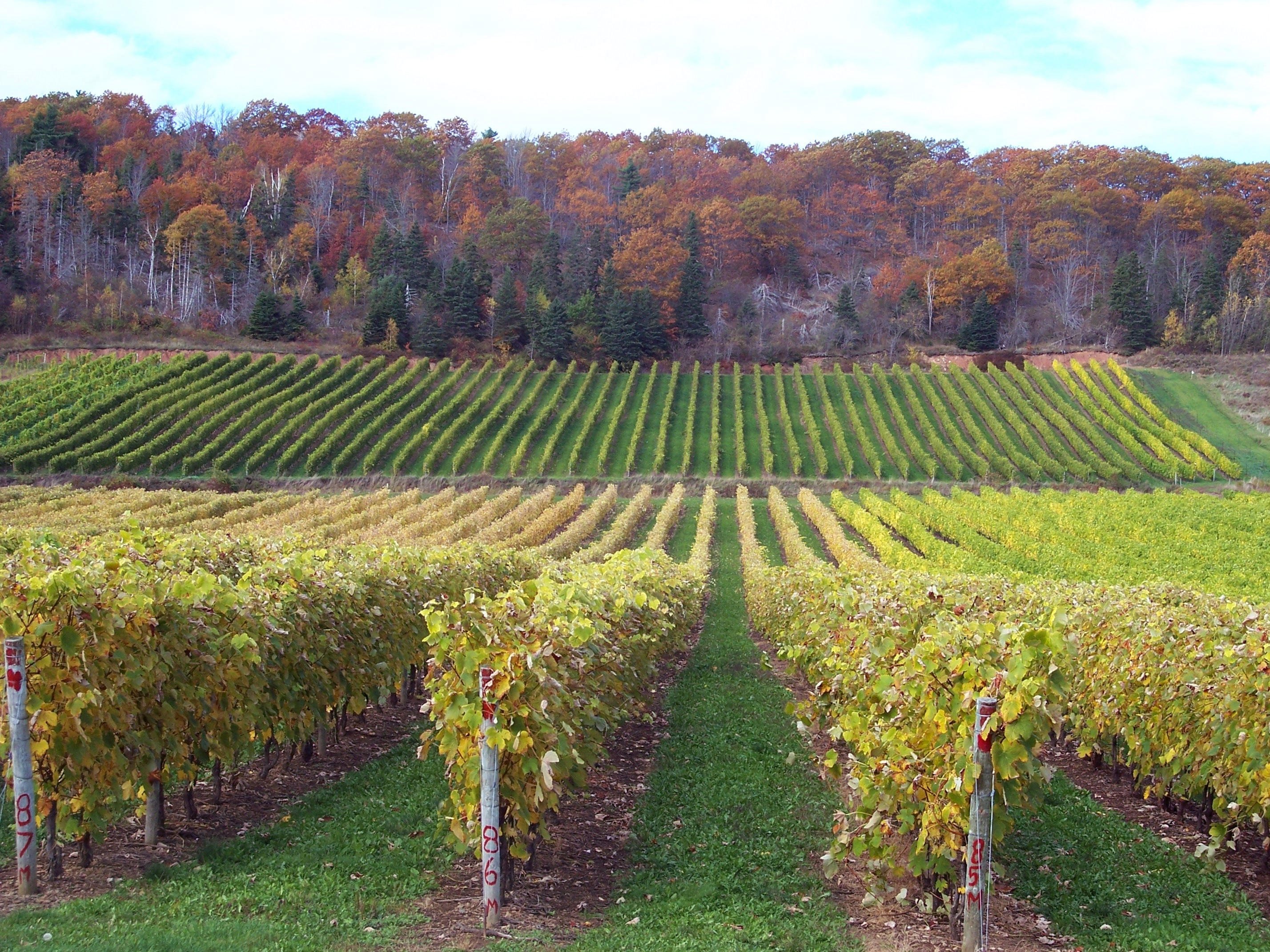
Виноградники Гасперо расположены на южном склоне, чтобы максимально увеличить количество солнечного света.

С тех пор отрасль медленно, но неуклонно расширялась, открывая такие винодельни, как St. Famille, Gaspereau Vineyards, Blomidon Estate Winery в 1990-х годах и фруктовые винодельни, такие как Lunenburg County Winery. В 2003 году была создана Винная ассоциация Новой Шотландии (WANS), членами которой являются большинство участников отрасли. Организация служила для продвижения и координации усилий виноделен провинции. К 2015 году в провинции насчитывалось 70 производителей винограда и почти два десятка виноделен. В 2015 году насчитывалось 632 акра (256 га) виноградников. В декабре того же года правительство провинции объявило о финансировании поддержки расширения отрасли с целью удвоить производство к 2020 году.

## Климат
Климат Новой Шотландии варьируется от региона к региону, и виноград лучше всего растет там, где благоприятный микроклимат. Температуры и почвы в каждом регионе значительно различаются, что позволяет разным сортам преуспевать в отдельных областях. При хорошем климате в провинции температура редко опускается ниже −23 градусов по Цельсию, что позволяет выращивать большее разнообразие виноградников по сравнению с более холодными регионами, такими как остров Кейп-Бретон.

## Разновидности
Основное внимание Новой Шотландии на выращивании винограда для производства вина было сосредоточено на гибридных лозах из-за их холодостойкости и устойчивости к болезням. В последние годы винодельни Новой Шотландии пытались выращивать технические сорта в значительных количествах, но без особого успеха.
Гибридные лозы
- Л’Акади Блан
- Сейваль Блан
- Видаль Блан
- Нью-Йорк Мускат
- Мишурниц
- Сейверни
- Гейзенхайм 318
- Бако нуар
- Марешаль Фош
- Люси Кульманн
- Леон Милло
- Кастель
- Каберне Фош
- Де Шонак
- Маркетт

Технические лозы
- Шардоне
- Пино нуар
- Пино гри
- Рислинг
- Совиньон Блан
- Каберне Фран
- Шассла
- Гаме нуар[8]

## Типы

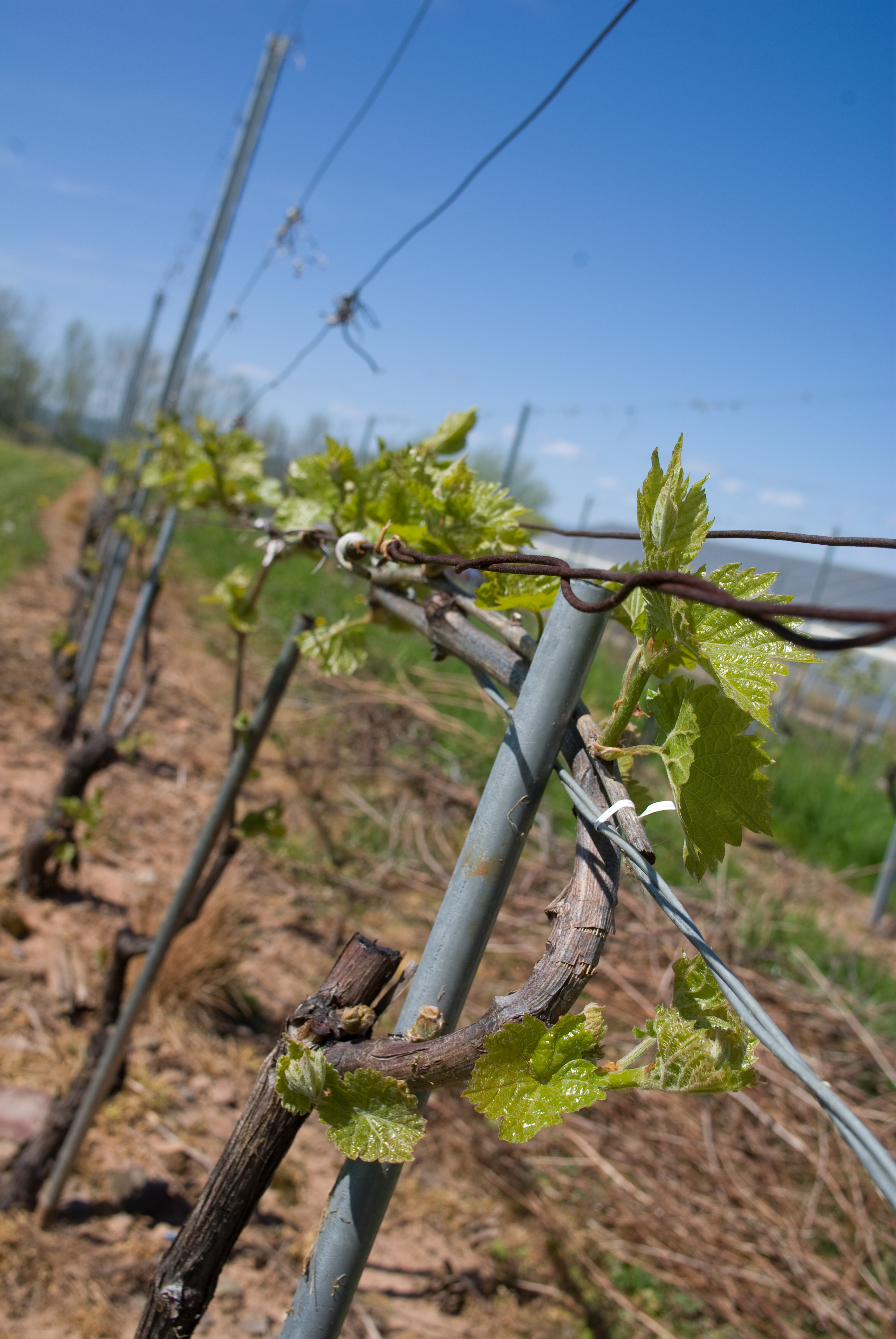
Молодая лоза L’Acadie blanc, выращиваемая в Новой Шотландии.

### Игристые
За пределами Новой Шотландии регион наиболее известен своим игристым вином, так как большая часть продукции потребляется на месте. Винодельни, в том числе Benjamin Bridge , L’Acadie Vineyards и Blomidon Estate Winery, разработали обширные программы производства игристых вин, уделяя особое внимание винам, произведенным традиционным методом. Некоторые из них продаются за пределами провинции.

### Белые
Белые вина Новой Шотландии обладают свежими фруктовыми оттенками. Хотя в течение некоторого времени в любых количествах производились только белые гибриды винограда, белые винные сорта в Новой Шотландии добились определённого успеха, особенно с Шардоне и Рислингом.

### Тайдал Бей
Купаж наименования Новой Шотландии был создан винодельнями провинции и WANS и первоначально выпущен в 2012 году. Предназначенный для того, чтобы выделить белые вина региона, Tidal Bay состоит из 100 % винограда, выращенного в Новой Шотландии, выдержанного в соответствии со строгими требованиями, набором стандартов, чтобы гарантировать, что они остаются в пределах стилистических принципов.

### Красные
Красные в Новой Шотландии остаются относительно неизвестными за пределами провинции. Большинство красных винных сортов не созревают до приемлемого уровня для столовых вин в Новой Шотландии, хотя виноград Пино Нуар и Гаме с некоторым успехом выращивают в долине Беар-ривер в западной части долины Аннаполис. Тем не менее, местный гибридные красные сорта, включая Baco Noir, Maréchal Foch, Luci Kuhlmann и Leon Millot, пользуются большим спросом.

### Ледяные
Ледяное вино производится большинством виноделен, в основном из сорта винограда Видаль Блан, хотя использовались и другие сорта, в том числе Рислинг. Производство в провинции достаточно невелико, поэтому большая часть продукции производится независимым производителем Warner Vineyards в Лейквилле.